# Antxon Maiz Bergara
Antxon Maiz Bergara (Arantza, Navarra, 1951), més conegut com a Maiz II, fou un jugador professional de pilota basca a mà, en la posició de rest.
Va debutar el 1975 al Frontó Beotibar de Tolosa, i es va retirar el 1995 al Deportivo de Bilbao.

## Palmarés
- Campió individual: 1980.
- Campió per parelles: 1978, 1981, 1983, 1984 i 1993.
- Subcampió per parelles: 1979 i 1982.